# Laotiaanse Burgeroorlog
De Laotiaanse Burgeroorlog (1953-1975) was een intern gevecht tussen de communistische Pathet Lao en de koninklijke Laoregering waarbij beide partijen enorme steun verkregen voor een oorlog bij volmacht van de wereldwijde supermachten van de Koude Oorlog. Het Koninkrijk Laos vormde het toneel voor een schemeroorlog voor de andere strijdende partijen tijdens de Vietnamoorlog. Het Frans-Laotiaans Verdrag van 1953 verleende Laos volledige onafhankelijkheid maar de jaren eropvolgend werden gekenmerkt door rivaliteit tussen de neutralisten onder prins Souvanna Phouma, de rechtervleugel onder prins Boun Oum uit Champassak en het linkse Laotiaans Patriottisch Front (Neo Lao Hak Sat) onder prins Souphanouvong en toekomstig premier Kaysone Phomvihane. Een aantal pogingen werden verricht om coalitieregeringen te vormen, wat uiteindelijk leidde tot een "drie-coalitie"-regering in Vientiane.
De strijdende partijen in Laos omvatten het Noord-Vietnamese Leger, Amerikaanse, Thaise en Zuid-Vietnamese troepen, die op directe wijze en via ongestructureerde volmachten verwikkeld waren in een strijd om de macht over de zuidelijke uitloper van Laos. Het Noord-Vietnamese Leger bezette het oosten om het te kunnen gebruiken voor de Ho Chi Minh-bevoorradingscorridor en als uitvalsbasis voor offensieven in Zuid-Vietnam. Een tweede strijdtoneel bevond zich op en rond de noordelijke Vlakte der Kruiken.
In 1975 kwamen de Noord-Vietnamezen en Pathet Lao als overwinnaars uit de strijd in het jaar dat de communisten de overwinning proclameerden over heel Indochina.

## Geheime Oorlog
Met de geheime oorlog wordt een tijdsperiode tussen 1962 en 1975 aangeduid waarin de CIA in het geheim (voor een groot deel van het westen) Laos met bommen bestookte. Gedurende die negen jaar werd het Aziatische land gemiddeld om de acht minuten gebombardeerd door Amerikaanse vliegtuigen, zonder dat daarvoor toestemming was verleend door het Amerikaans Congres.

### Pathet Lao
De geheime oorlog kwam voort uit angst van de Amerikanen dat het communisme in Indochina zou oprukken, het 'domino effect' zoals president John F. Kennedy dit benoemde in zijn eerste State of the Union.
De geheime oorlog kwam ten einde op 21 februari 1973 toen er in Vientiane een akkoord werd getekend. Daarin verklaarden de Verenigde Staten hun aanvallen te staken, op voorwaarde dat er een nieuwe regering zou komen die gemengd rechts en links zou zijn. Daarvoor moest de zittende, pro-communistische regering van Pathet Lao wijken. Deze was het officiële doelwit van de Amerikaanse bombardementen, alleen wist de CIA niet exact waar deze te vinden.
De geheime oorlog maakte van Laos het meest gebombardeerde land ter wereld.

## Nasleep
Tijdens de Laotiaanse Burgeroorlog werden onder meer clusterbommen, napalm en Agent Orange gebruikt. Destijds geworpen clusterbommen maken tientallen jaren later nog steeds slachtoffers. Dit doordat dergelijke explosieven uiteenvallen in honderden kleinere bommetjes. Deze gingen destijds niet allemaal af. Daardoor vallen deze bij tijd en wijle in handen van spelende kinderen, of worden geraakt door werktuigen van agrariërs, waarop ze alsnog exploderen. Hierdoor lopen 35 jaar na het officiële einde van de oorlog nog steeds elk jaar honderden Laotianen ernstige tot dodelijke verwondingen op. Een ander gevaar dat bleef bestaan, zijn lokaal zo genoemde bombies, submunitie uit clusterbommen en kleine anti-persoons wapens waarvan er naar schatting van de fabrikant 20% à 30% niet ontploffen. Op de Vlakte der Kruiken in het noorden zouden er honderden miljoenen terecht zijn gekomen die nooit geruimd zijn. Ook veel grotere niet-ontplofte vliegtuigbommen worden nog regelmatig gevonden.